# Valea Ravensca, Caraș-Severin
Valea Ravensca este un sat în comuna Sichevița din județul Caraș-Severin, Banat, România.